# Žižkova mohyla
Žižkova mohyla u Přibyslavi je pomník husitského vojevůdce Jana Žižky odhalený 20. září 1874. Autorem návrhu je významný novorenesanční architekt Antonín Wiehl. Mohyla stojí 3 km severně od města Přibyslav v obci Žižkovo Pole na místě, kde měl údajně 11. října 1424 v náručí Michala Koudele ze Žitenic Žižka zemřít. Toto místo smrti však je sporné. Údajné přesné místo připomíná veliký kříž uprostřed pole. Mohyla je vysoká 14,7 m (údaj Památkového katalogu).
Mohyla stojí v současnosti (2014) na katastru obce Žižkovo Pole, pozemek i mohylu však vlastní město Přibyslav.

## Historie Žižkovy mohyly

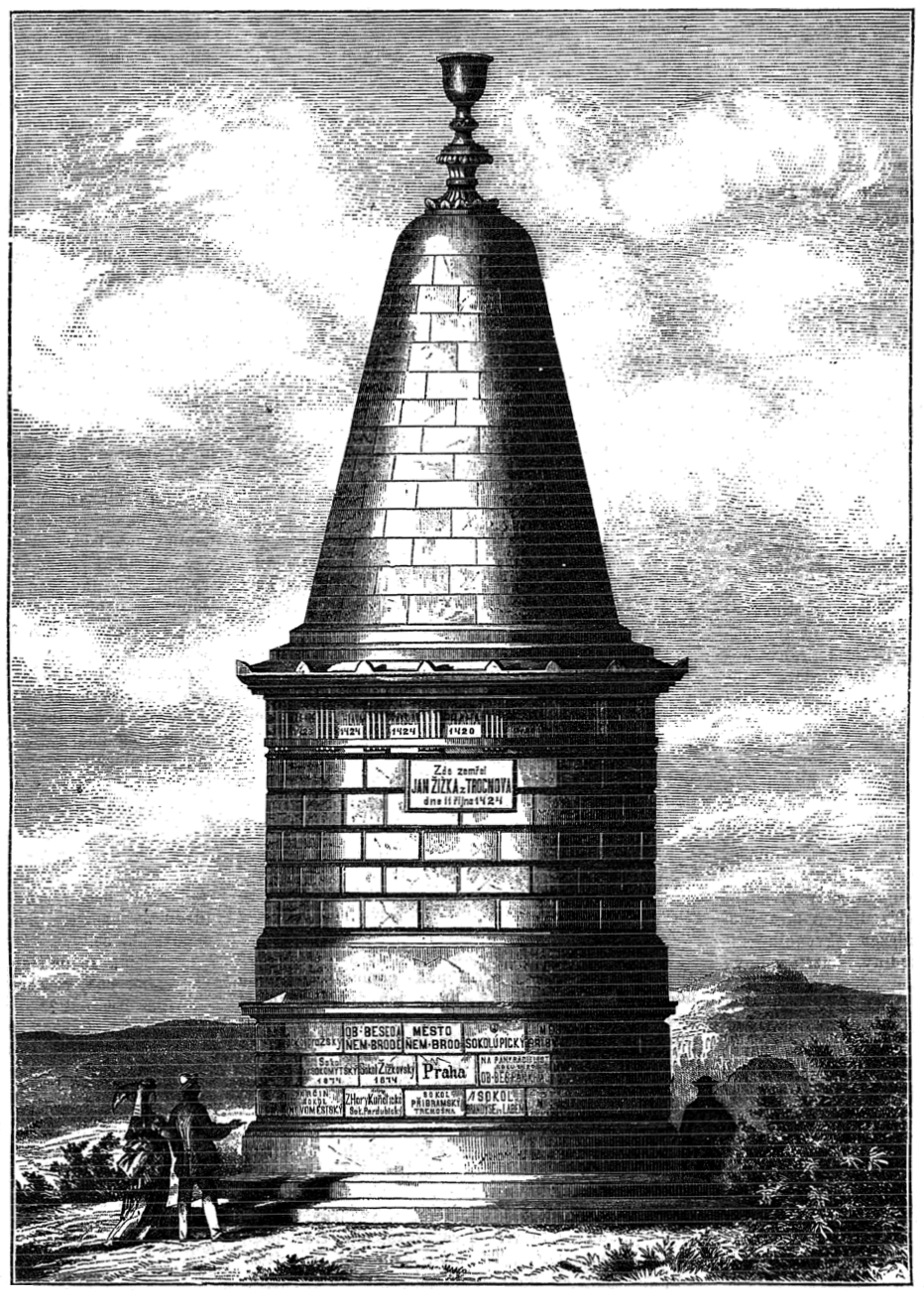
Vyobrazení Žižkova pomníku z roku 1874 v Žižkově Poli u Přibyslavi, Časopis Světozor, 1874

Na místě Žižkova úmrtí podle pověsti později vyrostl bezový keř, který tam rostl i v pozdějších časech, v 16. století je zde zmiňována i hruška.
Pozemek o výměře 300 čtverečních sáhů pro mohylu zakoupil v roce 1862 Julius Grégr od rolníka Víta Kárníka z čp. 31 Šenfeldu a věnoval ho pražské jednotě Sokol. V roce 1869 podal člen pražského Sokola a přibyslavský rodák Jan Otto v Národních listech návrh, aby zde byla vybudována kamenná mohyla. Na návrh pomníku vypsal výbor pro jeho postavení v roce 1867 soutěž a ve dnech 12. – 26. 2. 1871 byla uspořádána výstava přihlášených návrhů. V soutěži zvítězil Antonín Wiehl se svým návrhem z roku 1870, který se tak stal Wiehlovou první realizací. Mohylu podle vítězného návrhu postavil havlíčkobrodský stavitel Josef Šupich (1842–1923), žák Josefa Zítka. Slavnostní odhalení 20. září 1874 u příležitosti 450. výročí Žižkova úmrtí organizoval František Ladislav Rieger a zúčastnilo se ho kolem 20 000 lidí.
Pražský Sokol vydal k této příležitosti provolání, kde se mj. píše: Čtyřistapadesát roků dospěje v několika dnech, co na pustém poli poblíže Přibyslavě dějův a bouří plný život svůj dokonal Jan Žižka z Trocnova. Čtyřistapadesát slávy a běd, rozkvětu a pohrom přešlo od té doby přes národ náš a v trpkosti pohrom těchto, v hlubokosti ponížení a poroby duševní i hmotné i památka hrdiny tohoto zakalila se v paměti lidu zastíněná a znetvořená stranickým líčením pozdějších věků. Nižádným pomníkem, nižádnou památkou ruka lidská neoznačila místo, na němž dech svůj hrdinný vypustil národa českého válečník neslavnější, a co více, muž, který nejmohutněji pocítiv v útrobách svých násilí i křivdu, spáchané na národě českém a na svobodě a svědomí upálením Husovým, sám celé Evropě vstříc se postavil a hrdinstvím i nezištností svou celý národ český v století 15. vyhlazení a odrození uchránil. ... Však proto i dnes nevděkem a potupou by bylo národu znova vzkříšenému, aby nesvětil a nepoctil památku předních bojovníků svých na poli bojů hmotných i duchovních, dnes nevděkem a potupou by bylo, aby v zapomenutí a v nepovšimnutí zůstávalo místo tak památné, tak významné, jakým jest poslední lůžko Žižkovo u Přibyslavě. 
V roce 1916 byla Žižkova mohyla i s celým přilehlým okolím darována Sokolu v Přibyslavi, později se stala majetkem Města Přibyslav.
V roce 2003 byla mohyla zrekonstruována, restaurátorské práce vedli restaurátoři Petr Máša a Jaroslav Máša. 
Od 19. prosince 1963 je mohyla zapsaná do státního seznamu nemovitých památek.

## Popis mohyly
Mohyla se skládá se ze čtyř částí:
1. na dvou kamenných stupních pravidelný čtyřboký hranol z kamenných kvádrů, ve kterém vsazeno 67 kvádrů z různých míst Čech a nápisy označujícími dárce kamene a místa původu kamene. Dárci jsou obce, spolky a osoby z Česka i mimo Česko. Jeden z nápisů zní "Nesmrtelnému hrdinovi za svornost, rovnost a bratrství českoslovanský dělnický spolek ve Vídni." Jiný: "Co neprorazí slovo, to rozbortí palcát. Beseda v Oustí nad Orlicí."[15]
2. kamenný válec zakončený konzolovou římsou na němž jsou uvedeny názvy vítězných bitev (Praha 1420, Plzeň 1420, Sudoměř 1420, Vodňany 1420, Benešov 1420, Vožice 1420, Žižkov 1420, Kutná Hora a Německý Brod 1422, Hořice 1422, Malešov 1424, Přibyslav 1422)[19]
3. kamenný kužel se zaobleným hrotem; válec a kužel vytvářejí tambur s římsou jako charakteristický novorenesanční architektonický prvek,
4. kamenný, asi 1,5 m vysoký kalich, který je symbolem českého husitství.

Podle Wiehlova návrhu bylo kolem pomníku v době realizace osazeno železné zábradí a vysázeny stromy.

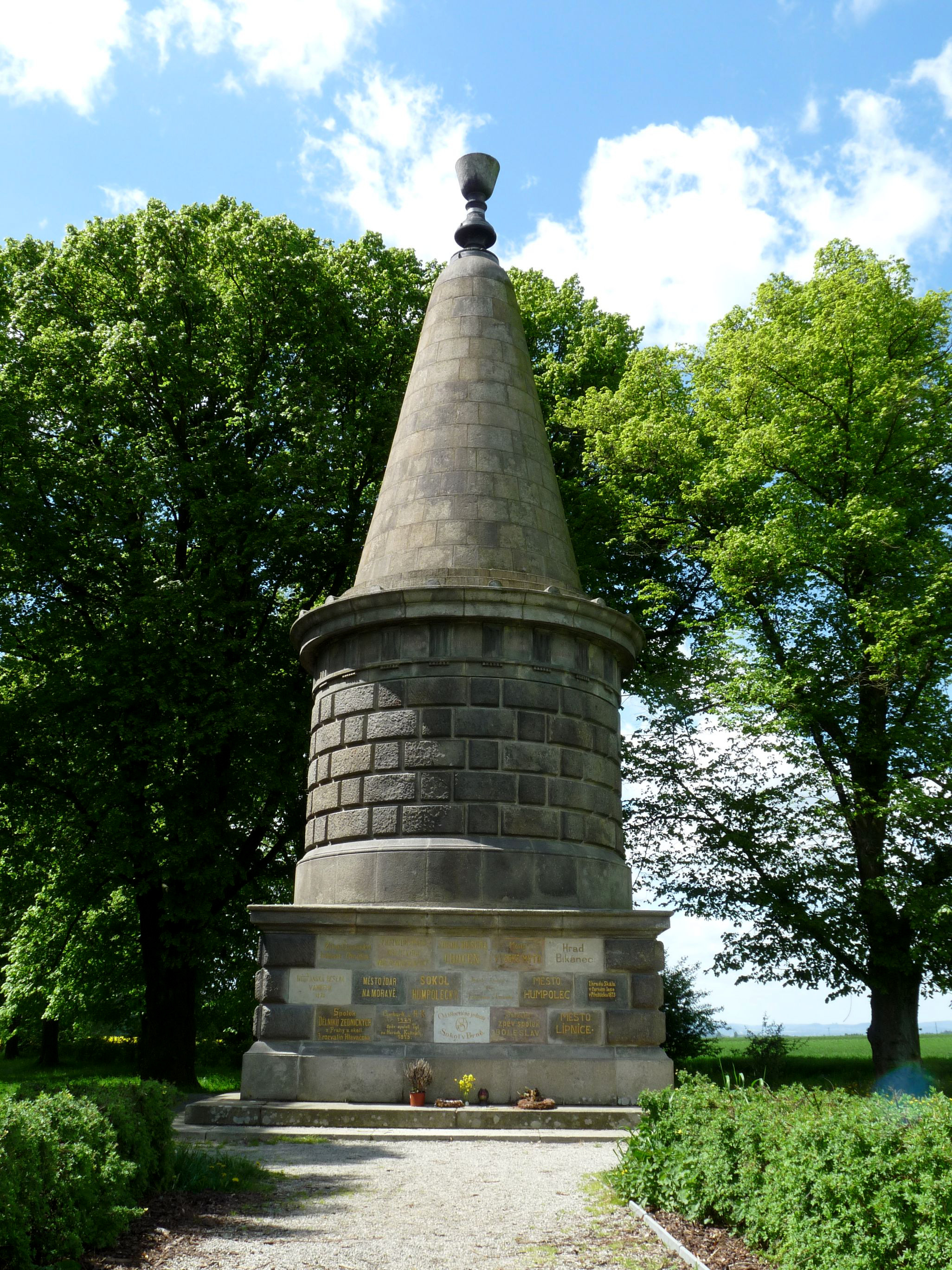
Žižkova mohyla zblízka
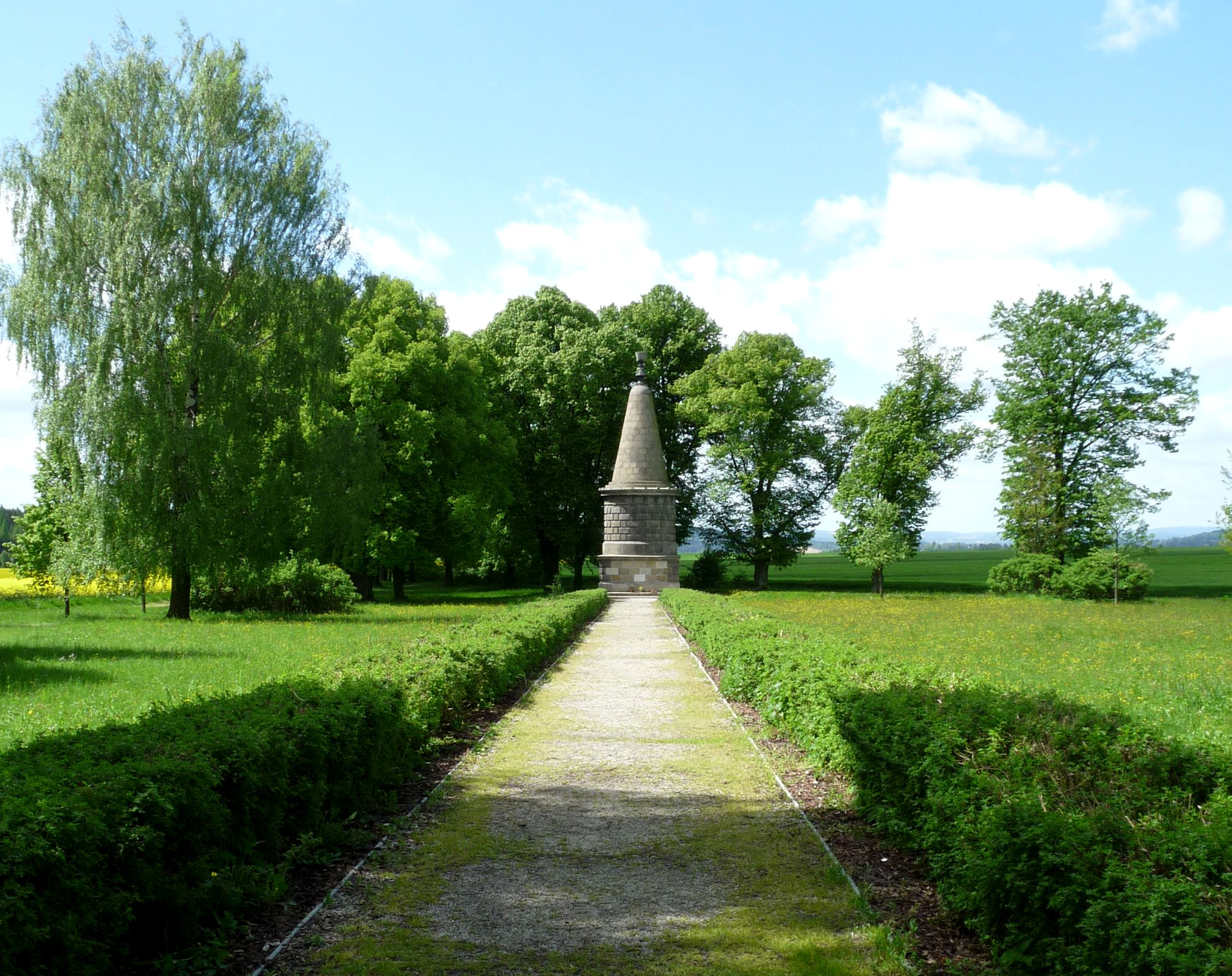
Žižkova mohyla s přístupovou cestou
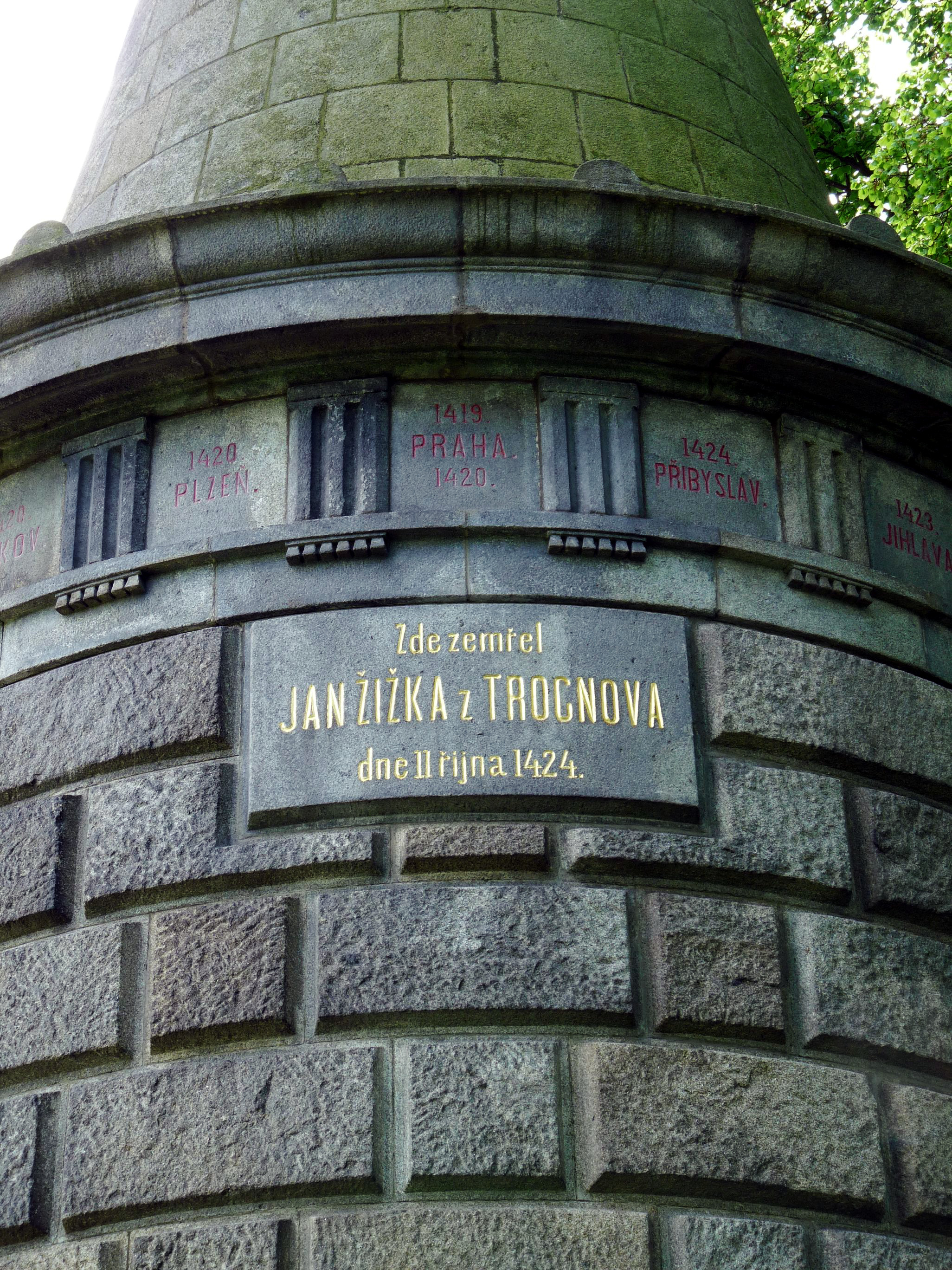
Detail tabulky upomínající na Žižkovu smrt
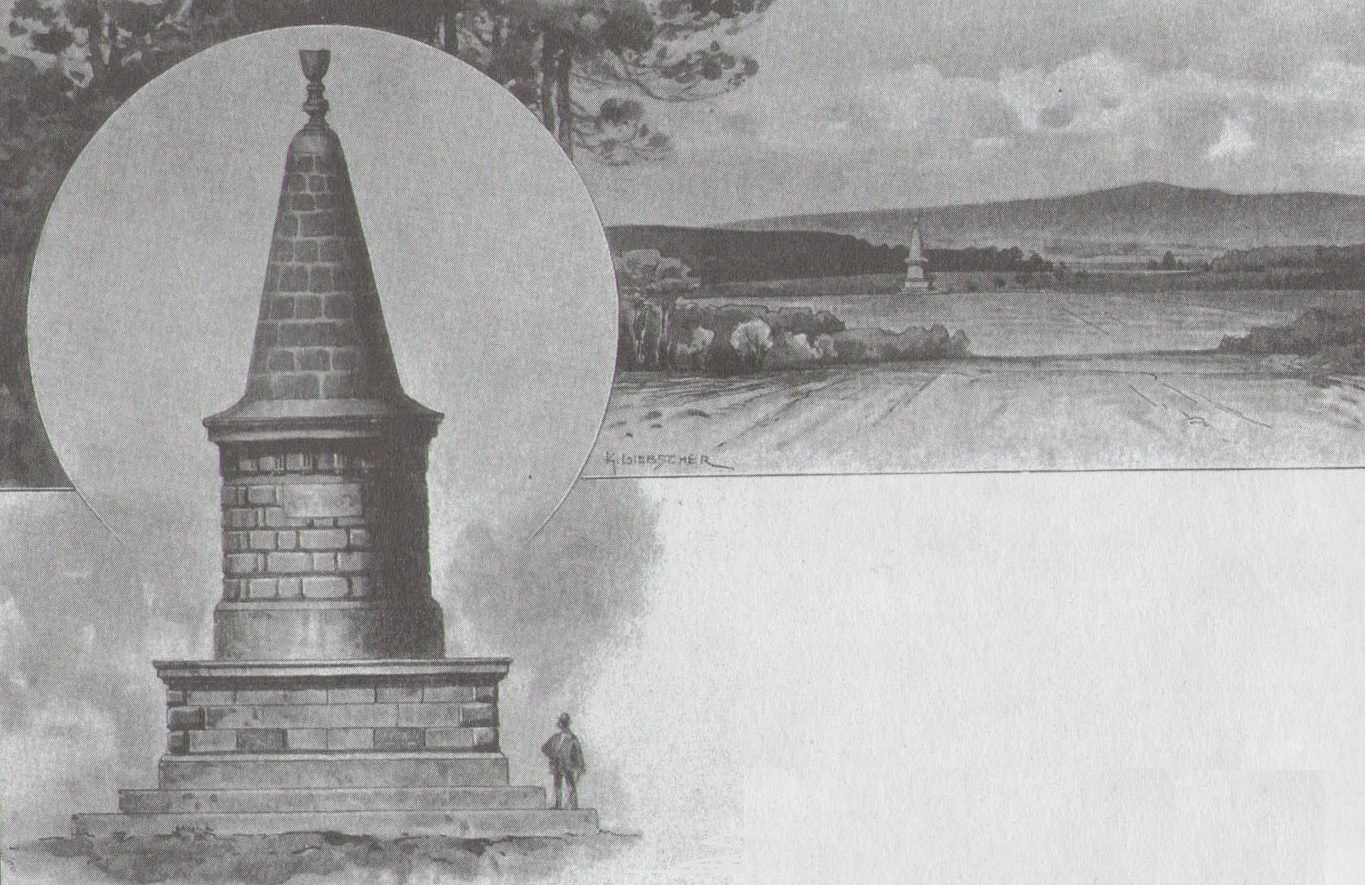
Žižkova mohyla v dobové kresbě Karla Liebschera

## Dopravní dostupnost
Žižkova mohyla stojí u silnice č. 351 a autem je možné se k ní dostat buď od České Bělé přes Žižkovo Pole, nebo z Dobrou (místní část Přibyslavi), nejbližší vlaková zastávka je v Přibyslavi, od níž je dostupná pěšky (3 km).